# Radio Televizioni Shqiptar
Pour les articles homonymes, voir Shqiptar.
Radio Televizioni Shqiptar en français : « Radio-télévision albanaise », abrégé en RTSH, est le radiodiffuseur public en Albanie. La compagnie, qui fut fondée le 28 novembre 1938 avec le lancement de la radio, et ayant diffusé ce jour un bref message de la reine Géraldine Apponyi, émet ses programmes à partir de Tirana.
RTSH gère plusieurs chaînes de télévision nationales, des stations de radio nationales, ainsi qu'un service international Radio Tirana International, diffusant en albanais et en sept autres langues via les ondes moyennes (AM) et les ondes courtes (OC). Le service international de la RTSH utilise comme indicatif le thème de la chanson Keputa një gjethe dafine.

## Histoire
En 1993, RTSH a aussi lancé une chaîne de télévision par satellite destinée principalement aux communautés de langue albanaise en Serbie, en Macédoine, au Monténégro et dans le nord de la Grèce, ainsi qu'à la diaspora albanaise dans le reste de l'Europe. Cette chaîne reprend l'essentiel des programmes de la télévision nationale, à l'exception de quelques émissions pour lesquelles elle ne possède pas les droits de diffusion en dehors du territoire albanais.
Depuis 1999, RTSH est également membre de l'Union européenne de radio-télévision.
En 2013, RTSH lance quatre nouvelles chaînes de télévisions thématiques diffusées dans l'ensemble du pays: RTSH HD, RTSH Muzikë, RTSH Art et RTSH Sport.

## Identité visuelle
La compagnie a, durant son histoire, régulièrement changé son logo. Celui lancé en 1992 perdura jusqu'en décembre 2017, où un nouveau logo, représentant de manière abstraite le sigle RTSH, fut dévoilé pour la 56e édition du Festivali i Këngës. Néanmoins, le logo reçoit des critiques, puisque ressemblant trop à celui de la radio-télévision croate, Hrvatska Radiotelevizija (HRT) ; il est alors modifié le 23 octobre 2020, où les carrés deviennent superposés l'un sur l'autre et de couleur rouge, et sur un desquels se trouve l'acronyme en blanc ainsi que sa signification à droite en noir.

Logo de RTSH de 1992 au 21 décembre 2017.
Logo de TVSH jusqu'au 21 décembre 2017.
Logo de RTSH du 21 décembre 2017 au 23 octobre 2020.
Logo de RTSH depuis le 23 octobre 2020.

## Activités

### Télévision
| Logo | Chaîne                                                                                             | Date de création |
| ---- | -------------------------------------------------------------------------------------------------- | ---------------- |
|      | RTSH 1 (HD) Chaîne généraliste.                                                                    | 1er mai 1960     |
|      | RTSH 2 (HD) Chaîne généraliste principalement destinée aux minorités de l'Albanie.                 | 2003             |
|      | RTSH 3 (anciennement RTSH Art) Chaîne généraliste principalement destinée à la diaspora albanaise. | 2013             |
|      | RTSH 24 Chaîne d'information en continu.                                                           | 2018             |
|      | RTSH Film Chaîne thématique consacrée aux films, séries et divertissements étrangers.              | 2013             |
|      | RTSH Muzikë Chaîne thématique consacrée à la musique, à la culture et aux divertissements.         | 2013             |
|      | RTSH Shqip Chaîne thématique consacrée à la culture albanaise et aux films albanais.               | 2017             |
|      | RTSH Sport Chaîne thématique consacrée aux retransmissions sportives.                              | 2013             |
|      | RTSH Kuvend Chaîne thématique consacrée aux retransmissions parlementaires.                        | 2017             |
|      | RTSH Fëmijë Chaîne thématique destinée aux enfants.                                                | 2018             |
|      | RTSH Plus Chaîne thématique consacrée à la culture albanaise.                                      | 2018             |
|      | RTSH Shkollë Chaîne thématique destinée aux enfants et adolescents.                                | mars 2020        |

| Logo | Chaîne                                        | Date de création |
| ---- | --------------------------------------------- | ---------------- |
|      | RTSH Gjirokastra Municipalité de Gjirokastër. | ?                |
|      | RTSH Korça Municipalité de Korçë.             | 16 août 2000     |
|      | RTSH Kukësi Municipalité de Kukës.            | ?                |

- TV5 Monde Albanie : chaîne francophone en Albanie de sous-titrage en albanais diffusant depuis 1993.

### Radio
RTSH gère cinq stations de radio nationales :
- Radio Tirana (ou Radio Tirana 1) est consacrée à l'information, aux débats et aux articles de fond ;
- Radio Tirana 2, destinée aux jeunes et diffusant de la musique ;
- Radio Tirana Klasik, consacrée principalement à la musique classique ;
- Radio Tirana Jazz, radio consacrée au jazz ;
- Radio Tirana International, émettant des programmes internationaux en albanais, anglais, français, grec, allemand, italien, serbe et turc.

La société gère également trois stations de radio régionales :
- Radio Gjirokastra, diffusée dans la municipalité de Gjirokastër ;
- Radio Korça, diffusée dans la municipalité de Korçë ;
- Radio Kukësi, diffusée dans la municipalité de Kukës.

### Autre
En 2017, la compagnie lance une application nommée RTSH Tani permettant aux téléspectateurs de regarder en direct ses chaînes. Elle sert également de télévision de rattrapage.